# Bubbaloo
Bubbaloo é uma goma de mascar produzida pela Cadbury Adams. Contrasta-se por ser uma goma que conta com o recheio líquido, diferentemente das gomas de tipo tijolinho, tais como Ping Pong, Ploc e Chiclets. Foi lançada no Brasil e em demais países da América Latina em 1983. O nome Bubbaloo foi criado a partir de um portmanteau da palavra bubblegum (chiclete, em inglês) com a expressão cubana "babalu", usada em forma de saudação. 
Fez muito sucesso no início da década de 1990. Em 6 de outubro de 2021, foi lançada a linha "Cuide-se Bem Bubbaloo", da fabricante brasileira de cosméticos O Boticário. A coleção prometia ter "cheiro de chiclete" e conta com 7 produtos inspirados na fragrância da goma de mascar de tutti frutti, que fez sucesso entre as décadas de 1980 e 1990.

## Sabores
Foi o chiclete que mais teve sabores. No início foi lançado o sabor de tutti-frutti e posteriormente foram adicionados na linha fixa uva, morango, hortelã. Posteriormente, outros sabores passaram pela linha. São eles: cereja, manga, pêssego, maçã verde, cola, citrus, frutas tropicais, tangerina, lima-limão, torta de limão, limonada suíça, amora, abacaxi, laranja selvagem, frutas vermelhas, melancia, iogurte de morango, banana, mix de frutas, napolitano, chocolate. Atualmente são fabricados os sabores de flocos, maçã e cereja ácida. 
Houve ainda um período em que o site oficial do chiclete disponibilizou um link para "invenção" de novos sabores, denominado Fábrica Bubbaloo, onde o usuário se cadastrava e escolhia, dentre uma lista de sabores, cores, formato e até efeitos (pintar a língua, super ácido, quente, frio, amargo...), além de escolher, também, as embalagens.

## Séries especiais
- Bubbaloo Tri: Chiclete recheado, com uma camada externa drageada.
- Bubbaloo Golaço: Chiclete no formato de bola de futebol, sabor Tutti-Frutti, com recheio sabor frutas. Foram vendidos das cores verde e amarelo, durante a Copa do Mundo de 2006;
- Bubbaloo Susto: É sazonal para o Halloween, tem  o formato de uma abóbora, com recheio ácido;
- Bubbaloo Charada: No sabor Tutti-Frutti com recheio apimentado na versão "quente", e sabor hortelã com recheio extra gelado na versão "frio";
- Bubbaloo Bola de Cristal: Goma no formato de uma bola de cristal, simulando a mesma, ele responde a sua pergunta com a cor do recheio: Verde para "sim" e laranja para "não".
- Bubbaloo Jokenpô: No formato tradicional, mas com desenhos de pedra, papel ou tesoura. Funcionava na mesma forma do Jogo.
- Bubbaloo Tuboo Connect: No formato de um tubo, é um chiclete com dois sabores e não contém recheio.
- Bubbaloo Aciloco: No formato tradicional, porém com recheio pinta-língua.